# Papa Eugen al III-lea

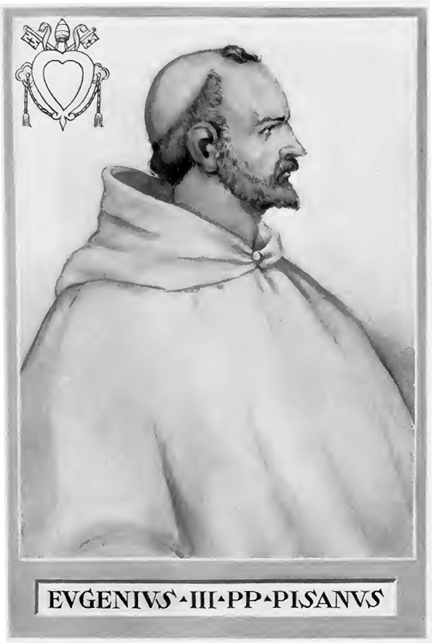

Papa Eugen al III-lea (n. secolul al XII-lea, Pisa, Republica Pisa – d. 8 iulie 1153, Tivoli, Lazio, Regatul Italiei) a fost un papă al Romei din 15 februarie 1145 și până la moartea sa, la 8 iulie 1153.
Papa Eugen al III-lea, cunoscut în istorie ca unul care și-a cumpărat cu bani scaunul papal, a organizat Cruciada a doua (1147 – 1148).
A fost beatificat (declarat fericit).